# Raksányi Krisztina
Raksányi Krisztina (Altötting, 1991. szeptember 26. –) magyar válogatott kosárlabdázó.

## Pályafutása

### Klubcsapatokban
Raksányi Krisztina a német Altötting városában született, majd fiatalon került Pécsre és itt kezdte sportpályafutását is. 2010-ben mutatkozott be a Mizo Pécs 2010 csapatában. Folyamatosan egyre több játéklehetőséghez jutott, miközben egy évet eltöltött az UNI Győr csapatánál is kölcsönben. A 2012–2013-as bajnokságban és a kupában is ezüstérmet szerzett a kisalföldi csapattal, az Euroligában pedig 8.7 pontot, 1.9 lepattanót és 1.6 gólpasszt átlagolt. 2013 nyarán a horvát Novi Zagreb csapatához igazolt. Egy év múlva nem hosszabbította meg lejáró szerződését, hanem hazaigazolt a PEAC-Pécshez. A 2015–2016-os szezont öt hetes kihagyással kezdte, 2015 szeptemberében sportsérvvel műtötték. 2017 májusában újabb három évvel szerződést hosszabbított a PEAC-Pécccsel.
2018. január 1-jén a Aluinvent DVTK Miskolc bejelentette Raksányi leigazolását.

### A válogatottban
A magyar válogatott tagjaként részt vett a 2015-ös, 2017-es Európa-bajnokságon és 2019-es Európa-bajnokságon.

## Díjai, elismerései
- Az év magyar kosárlabdázója (2019[7])